# Mamadou Diallo (calciatore 1994)
Mamadou Diallo (Yeumbeul, 19 settembre 1994) è un calciatore senegalese naturalizzato guineano, attaccante del Panargeiakos.

## Carriera

### Club
Ha giocato nella prima e nella seconda divisione francese.

### Nazionale
Nel gennaio del 2022 viene incluso dal CT delle nazionale guineana nella lista finale dei convocati per la Coppa delle nazioni africane 2021; debutta il 10 gennaio in occasione dell'incontro della fase a gironi vinto 1-0 contro il Malawi.

## Statistiche
Statistiche aggiornate al 4 gennaio 2022.

### Presenze e reti nei club
| Stagione         | Squadra             | Campionato       | Campionato | Campionato | Coppe nazionali | Coppe nazionali | Coppe nazionali | Coppe continentali | Coppe continentali | Coppe continentali | Altre coppe | Altre coppe | Altre coppe | Totale | Totale | Totale |
| Stagione         | Squadra             | Comp             | Pres       | Reti       | Comp            | Pres            | Reti            | Comp               | Pres               | Reti               | Comp        | Pres        | Reti        | Pres   | Reti   |        |
| ---------------- | ------------------- | ---------------- | ---------- | ---------- | --------------- | --------------- | --------------- | ------------------ | ------------------ | ------------------ | ----------- | ----------- | ----------- | ------ | ------ | ------ |
| 2012-2013        | Sochaux 2           | CFA              | 11         | 1          |                 | -               | -               |                    | -                  | -                  |             | -           | -           | 11     | 1      |        |
| 2013-2014        | Sochaux 2           | CFA              | 24         | 6          |                 | -               | -               |                    | -                  | -                  |             | -           | -           | 24     | 6      |        |
| 2014-2015        | Sochaux 2           | CFA              | 26         | 4          |                 | -               | -               |                    | -                  | -                  |             | -           | -           | 26     | 4      |        |
| Totale Sochaux 2 | Totale Sochaux 2    | Totale Sochaux 2 | 61         | 11         |                 | -               | -               |                    | -                  | -                  |             | -           | -           | 61     | 11     |        |
| 2013-2014        | Sochaux             | L1               | 1          | 0          | CF+CdL          | 0               | 0               |                    | -                  | -                  |             | -           | -           | 1      | 0      |        |
| 2014-2015        | Sochaux             | L1               | 1          | 0          | CF+CdL          | 0+1             | 0               |                    | -                  | -                  |             | -           | -           | 2      | 0      |        |
| Totale Sochaix   | Totale Sochaix      | Totale Sochaix   | 2          | 0          |                 | 1               | 0               |                    | -                  | -                  |             | -           | -           | 3      | 0      |        |
| 2015-2016        | Arras               | CFA              | 14         | 2          | CF              | 0               | 0               |                    | -                  | -                  |             | -           | -           | 14     | 2      |        |
| 2016-2017        | Arras               | CFA              | 26         | 10         | CF              | 0               | 0               |                    | -                  | -                  |             | -           | -           | 26     | 10     |        |
| Totale Arras     | Totale Arras        | Totale Arras     | 40         | 2          |                 | 0               | 0               |                    | -                  | -                  |             | -           | -           | 40     | 2      |        |
| 2017-2018        | Croix               | N2               | 25         | 6          | CF              | 0               | 0               |                    | -                  | -                  |             | -           | -           | 25     | 6      |        |
| 2018-2019        | Créteil-Lusitanos 2 | N3               | 1          | 0          |                 | -               | -               |                    | -                  | -                  |             | -           | -           | 1      | 0      |        |
| 2018-2019        | Créteil-Lusitanos   | N2               | 25         | 5          | CF              | 2               | 0               |                    | -                  | -                  |             | -           | -           | 27     | 5      |        |
| 2019-2020        | Créteil-Lusitanos   | N                | 19         | 8          | CF              | 2               | 0               |                    | -                  | -                  |             | -           | -           | 21     | 8      |        |
| Totale Creteil   | Totale Creteil      | Totale Creteil   | 44         | 13         |                 | 4               | 0               |                    | -                  | -                  |             | -           | -           | 48     | 13     |        |
| 2020-2021        | Grenoble            | L2               | 37         | 4          | CF              | 2               | 0               |                    | -                  | -                  |             | -           | -           | 39     | 4      |        |
| 2021-2022        | Grenoble            | L2               | 14         | 2          | CF              | 1               | 0               |                    | -                  | -                  |             | -           | -           | 15     | 2      |        |
| Totale Grenoble  | Totale Grenoble     | Totale Grenoble  | 51         | 6          |                 | 3               | 0               |                    | -                  | -                  |             | -           | -           | 54     | 6      |        |
| Totale carriera  | Totale carriera     | Totale carriera  | 224        | 48         |                 | 8               | 0               |                    | -                  | -                  |             | -           | -           | 232    | 48     |        |

### Cronologia presenze e reti in nazionale
| Cronologia completa delle presenze e delle reti in nazionale ― Guinea | Cronologia completa delle presenze e delle reti in nazionale ― Guinea | Cronologia completa delle presenze e delle reti in nazionale ― Guinea | Cronologia completa delle presenze e delle reti in nazionale ― Guinea | Cronologia completa delle presenze e delle reti in nazionale ― Guinea | Cronologia completa delle presenze e delle reti in nazionale ― Guinea | Cronologia completa delle presenze e delle reti in nazionale ― Guinea | Cronologia completa delle presenze e delle reti in nazionale ― Guinea |
| Data                                                                  | Città                                                                 | In casa                                                               | Risultato                                                             | Ospiti                                                                | Competizione                                                          | Reti                                                                  | Note                                                                  |
| --------------------------------------------------------------------- | --------------------------------------------------------------------- | --------------------------------------------------------------------- | --------------------------------------------------------------------- | --------------------------------------------------------------------- | --------------------------------------------------------------------- | --------------------------------------------------------------------- | --------------------------------------------------------------------- |
| 10-1-2022                                                             | Bafoussam                                                             | Guinea                                                                | 1 – 0                                                                 | Malawi                                                                | Coppa d'Africa 2021 - 1º turno                                        | -                                                                     | 71’                                                                   |
| 18-1-2022                                                             | Yaoundé                                                               | Zimbabwe                                                              | 2 – 1                                                                 | Guinea                                                                | Coppa d'Africa 2021 - 1º turno                                        | -                                                                     | 46’                                                                   |
| Totale                                                                |                                                                       | Presenze                                                              | 2                                                                     |                                                                       | Reti                                                                  | 0                                                                     |                                                                       |

## Palmarès

### Club

#### Competizioni nazionali
- Championnat National 2: 1

Créteil-Lusitanos: 2018-2019 (Gruppo D)